# Квартет Гварнери
Квартет Гварнери (англ. Guarneri Quartet) — американский струнный квартет, созданный в 1964 году и объявивший о завершении своей работы в 2009-м. Как считается, молодые музыканты объединились в квартет под впечатлением от мастер-класса по квартетному музицированию, который проводил Саша Шнайдер в летней музыкальной школе Марлборо.

## Состав
Первая скрипка:
- Арнолд Стайнхардт

Вторая скрипка:
- Джон Долли

Альт:
- Майкл Три

Виолончель:
- Дэвид Сойер (до 2001)
- Питер Уайли (с 2001 )